# Darcey Bussell

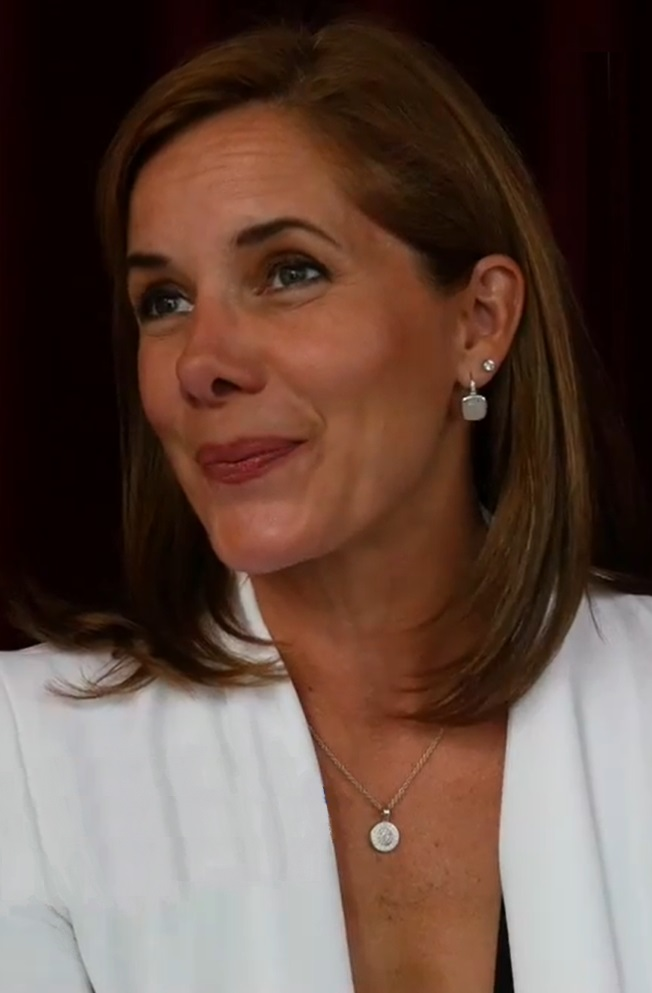
Darcey Bussell (2016)

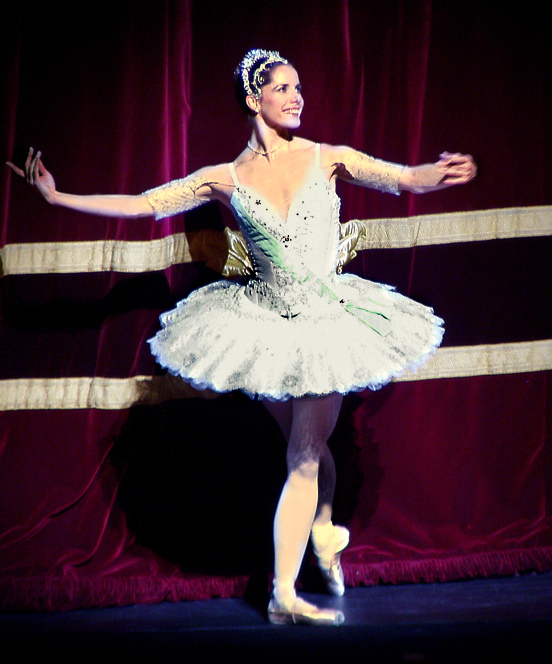
Bussell im Jahr 2007

Dame Darcey Andrea Bussell DBE (geborene Darcey Andrea Crittle; * 27. April 1969 in London) ist eine englische Balletttänzerin. Seit 2012 ist sie Präsidentin der Royal Academy of Dance.

## Biografie
Bussell wurde als Tochter des australischen Geschäftsmannes John Crittle und seiner englischen Ehefrau Andrea geboren. Nach der Scheidung ihrer Eltern wurde sie vom neuen Ehemann ihrer Mutter, dem australischen Zahnmediziner Philip Bussell adoptiert. Sie besuchte die Fox Primary School London und danach die Arts Educational School London.

### Karriere als Tänzerin
Mit 13 Jahren begann Bussell Ballettunterricht an der Royal Ballet School zu nehmen. Nach ihrem Abschluss 1985 der Lower School setzte sie ihre Ausbildung an der Upper School fort und trat in kleineren Produktionen des Royal Opera House auf. 1987 trat Bussell dem Sadler’s Wells Ballet bei.
Noch während ihrer Schulzeit bemerkte der Choreograf Kenneth MacMillan ihr Talent und ließ sie 1988 die Hauptrolle im Benjamin Brittens The Prince of the Pagodas tanzen, woraufhin sie dem Londoner Royal Ballet beitrat. Ein Jahr später wurde sie zum Principal Dancer ernannt. Sie war die bis dahin jüngste Tänzerin der Kompanie, der diese Ehre zuteilwurde.
Bussell hat im Laufe ihrer Karriere sämtliche Haupt- und Titelrollen der großen Ballettklassiker getanzt. Besondere Erfolge feierte sie auch mit MacMillans Choreografien Winter Dreams (als Masha) und The Prince of the Pagodas (als Princess Rose). Auch trat sie in mehreren Fernsehsendungen auf, darunter in den Comedy-Serien The Vicar of Dibley und French and Saunders.
Sie gewann diverse Preise, darunter den Preis als Tänzer des Jahres, verliehen vom Magazin Dance and Dancers, und den „Evening Standard Ballet Award“ der Zeitung Evening Standard.
Am 8. Juni 2007 beendete Bussell ihre Karriere als Bühnentänzerin mit einer Vorstellung von MacMillans Choreografie Song of the Earth (Musik von Gustav Mahler). Die Aufführung fand im Royal Opera House London statt, wurde live vom Fernsehsender BBC Two übertragen und Bussell erhielt am Ende mehr als acht Minuten stehenden Beifall.
Bussell hat 2007 zusammen mit der Mezzosopranistin Katherine Jenkins die Bühnenshow Viva la Diva zusammengestellt. Es handelt sich um eine Ehrung der berühmten Persönlichkeiten, die die beiden Künstlerinnen beeinflusst haben, darunter Madonna und Judy Garland. Ein Teil der Show wurde während einer Gala vor der britischen Königin aufgeführt.

### Trivia
Nach Bussell wurde eine Rose benannt, die als „Moderne Romantikrose“, karmesinrot und leicht duftend beschrieben wird. Sie hat ein Pilates-Video veröffentlicht sowie mehrere Kinderbücher über ein Mädchen, das Ballett tanzen will, geschrieben.

### Privatleben
Seit 1997 ist Bussell mit dem australischen Bankier Angus Forbes verheiratet. Sie haben zwei Töchter. Die Familie lebt in Sydney.
Bei der alljährlichen Neujahresehrung der Queen wurde Bussell im Januar 2018 zur Dame ernannt.